# 1RXS J160929.1−210524
1RXS J160929.1-210524是一個位於天蠍座的主序前星，距離地球約470光年。該恆星於1998年被托馬斯·普瑞畢許（Thomas Preibisch）等人確認是年齡約500萬年的天蠍-半人馬星協上天蠍次集團成員星。

## 行星系統
2008年9月8日，天文學家大衛·拉弗倫尼爾（David Lafrenière）和其他人使用雙子星天文台拍攝到該恆星的影像中有行星存在（編號 1RXS J160929.1-210524 b）。拍攝到的行星體積相當大，其質量大約是木星的8倍，距離母恆星約330 AU（約500億公里）。伴星的軌道狀況則是在2010年6月15日送到天文物理期刊的論文中確定。因此這是目前所知在如此距離下體積最小的行星；它也是首顆以直接攝影方式拍攝到環繞類太陽恆星的行星，並且是繼 2M1207b 之後直接攝影方式找到的行星中第二個獲得光譜資料的。
這個天體的發現因為它和母恆星的距離相當遠，因此對目前的行星形成模型形成了挑戰：藉著核心吸積形成行星的時間尺度在這個距離上應該會比該系統本身年齡長。一個可能性是該恆星可能在距離母恆星比現在近的距離上形成，後來因為和原行星盤或系統中其他行星交互作用而遷移到現在的位置。另一種可能是該行星是藉著原行星盤的不穩定就地形成的，該原行星盤因為重力場的不穩定而分裂，儘管這將需要一個異常大的原行星盤。
| 成員 (依恆星距離) | 质量      | 半長軸 (AU) | 轨道周期 (天) | 離心率 | 傾角 | 半径 |
| ----------------- | --------- | ----------- | ------------- | ------ | ---- | ---- |
| b                 | 8+4 −1 MJ | —           | —             | —      | —    | —    |

## 外部連結
- . Gemini Observatory. 2008-09-15  [2008-09-16]. （原始内容存档于2008-09-17）.
- Jean Schneider. . Extrasolar Planets Encyclopaedia. 2011  [30 September 2011]. （原始内容存档于2008-10-23）.
- Astronomy Picture of the Day - Companion of a Young, Sun-like Star Confirmed（页面存档备份，存于） - 2010 July 4